# Северная дивизия Панчо Вильи
Северная дивизия (исп. División del Norte) — военно-политическое формирование, возглавляемое Панчо Вильей, с помощью которого он добивался важных военных и политических побед во время Мексиканской революции.
Созданная весной 1913 года для борьбы против федеральных сил диктатора Викториано Уэрты и перенявшая название от предыдущей дивизии правительственных войск Северная дивизия фактически представляла собой целую армию, а не регулярную дивизию. Формально подчиняясь Конституционалистской армии Каррансы, Северная дивизия доминировала в военном отношении на севере Мексики, что позволило Панчо Вилье провести ряд социальных и политических реформ в этом регионе.
Северная дивизия состояла из 20 воинских частей и была хорошо оснащена пулеметами и артиллерией. Она широко использовала железные дороги для быстрого перемещения. Панчо Вилья был первым, кто додумался до быстрых форсированных маршей кавалерийских отрядов, поэтому он пытался снабдить лошадью каждого пехотинца, чтобы увеличить скорость передвижения своей армии. Бойцам Вильи присваивались воинские звания; его подразделения были оснащены госпитальными поездами и конными санитарными повозками.

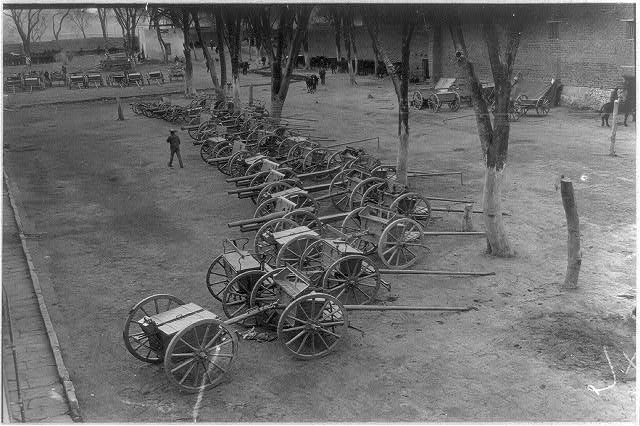
Артиллерия Северной дивизии

Во время кампании 1913—1914 годов против федеральных войск Уэрты Северная дивизия, действуя на главном направлении, разгромила главные силы противника и заняла Сьюдад-Хуарес, Чиуауа, Торреон, Сальтильо, Сакатекас, тем самым сыграв решающую роль в победе Конституционалистской армии Каррансы.
В последовавшей борьбе против каррансистов, несмотря на численное преимущество, Северная дивизия в 1915 году потерпела поражения при Селае, Леоне и Агуаскальентесе и начала рассеиваться, пока не сократилась до горстки людей, всегда верных своему вождю Панчо Вилье и продолжавших вести партизанские действия до 1918 года.

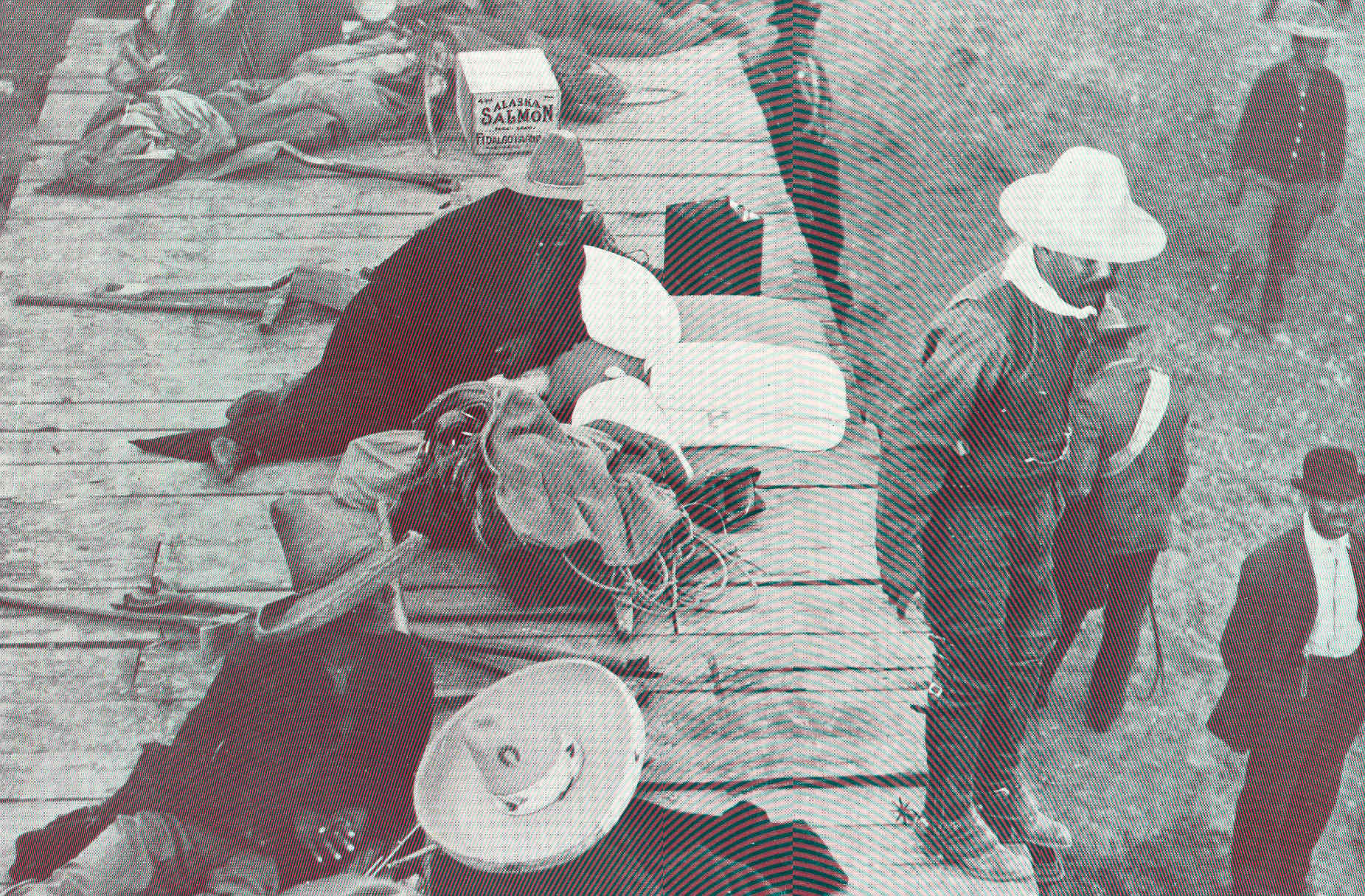
Бойцы Северной дивизии на крышах вагонов воинского эшелона